# Maksim Sidorovich
Maksim Alekseyevich Sidorovich (tiếng Nga: Максим Алексеевич Сидорович; sinh ngày 19 tháng 2 năm 1997) là một cầu thủ bóng đá người Nga thi đấu cho FC Pskov-747.

## Sự nghiệp câu lạc bộ
Anh có màn ra mắt tại Giải bóng đá chuyên nghiệp quốc gia Nga cho FC Pskov-747 vào ngày 20 tháng 7 năm 2016 trong trận đấu với FC Kolomna.